# Fernando Guzmán Mata
Fernando Antonio Guzmán Mata (29 de noviembre de 1921-26 de octubre de 1993) fue un político y médico costarricense. Ejerció el cargo de Vicepresidente de Costa Rica durante la administración de Daniel Oduber Quirós.
Hijo de Adán Guzmán Masís (sastre) y Joaquina Mata Kiss (ama de casa), cursó la secundaria en el Colegio de San Luis Gonzaga y estudios de Farmacia en la Universidad de Costa Rica, tras lo cual obtuvo una beca para estudiar medicina en la Universidad Autónoma de México. Al regresar a Costa Rica desposa a Marta Ovares Salazar con quien mantuvo correspondencia y conoció en la UCR. Tuvieron ocho hijos. Su primera participación política fue como candidato a diputado por el Partido Independiente de Jorge Rossi Chavarría. Fue diputado en dos ocasiones más, todas por el Partido Liberación Nacional y vicepresidente entre 1974 y 1978. Además integró las Juntas Directivas del Instituto Mixto de Ayuda Social, Consejo Técnico de Asistencia Médico Social, Asilo de la Vejez de Cartago y Junta de Protección Social. Durante su gestión como diputado creó el Colegio Elías Leiva de El Tejar, el Colegio Vicente Lachner y junto al diputado cartaginés Jorge Villanueva Badilla, el Instituto Tecnológico de Costa Rica localizado en Cartago.